# Duránium
A duránium (angolul: Duranium) a Csillagok háborúja elképzelt univerzumának egyik nagyon kemény, nagy szakítószilárdságú, tartós anyaga.

## Hasznosítása
A duránium jóval keményebb, mint az áttetszőacél és a bronzium. Annyira ellenálló, hogy fénykarddal is nehezen lehet átvágni. Emiatt a Kereskedelmi Szövetség a B2-es szuper rohamdroid hadseregét durániumból gyártotta. Ezt az anyagot békeidőkben főleg börtönrácsok és ketrecek készítéséhez használják fel. Az anyag hátránya az, hogy erőssége miatt csak igen nagy hő mellett olvasztható meg, ebből kifolyólag nagyon nehéz feldolgozni.

## Megjelenése a filmekben, könyvekben, videójátékokban
Erről az anyagról az „A Boy and His Monster: The Rancor Keeper's Tale” című rövid elbeszélésben olvashatunk először. A durániumot különböző felhasználásban számos képregényben és videójátékban is megtekinthetjük; továbbá a B2-es szuper rohamdroidokon keresztül több filmben is.

## Fordítás
- Ez a szócikk részben vagy egészben a Duranium című Wookieepedia-szócikk fordítása. Az eredeti cikk szerkesztőit annak laptörténete sorolja fel.